# Marquesado de Cordellas
El Marquesado de Cordellas es un título nobiliario español creado el 16 de diciembre de 1800 por el rey Carlos IV a favor de Vicente Antonio de Figuerola y Vilana, barón de Náquera, Señor de Cordellas.
Este Título fue rehabilitado en 1916 por María del Carmen de Arróspide y Álvarez, IX marquesa de Serdañola, XII baronesa de Picasent.

## Marqueses de Cordellas
|                                 | Titular                                 | Periodo                |
| Creación por Carlos IV          | Creación por Carlos IV                  | Creación por Carlos IV |
| ------------------------------- | --------------------------------------- | ---------------------- |
| I                               | Vicente Antonio de Figuerola y Vilana   | 1800- ?                |
| Rehabilitación por Alfonso XIII |                                         |                        |
| II                              | María del Carmen de Arróspide y Álvarez | 1916- 1922             |
| III                             | María Isabel Trenor y Arróspide         | 1922- 1989             |
| IV                              | Alfonso Pons y Trenor                   | 1989 - 2003            |
| V                               | Isabel Pons de Molina                   | 2004-actual titular    |

## Historia de los Marqueses de Cordellas
- Vicente Antonio de Figuerola y Vilana, I marqués de Cordellas, barón de Náquera.

Rehabilitado en 1916 por:
- María del Carmen de Arróspide y Álvarez, II marquesa de Cordellas, IX marquesa de Serdañola, XII baronesa de Picasent.

1. Casó con Vicente Trenor y Palavicino, marqués de Sot. Le sucedió, en 1922, su hija primogénita:

- María Isabel Trenor y de Arróspide (n. en 1898-1989), III marquesa de Cordellas.

1. Casó con Alfonso Pons y Lamo de Espinosa. Le sucedió su hijo:

- Alfonso Pons y Trenor (1924-2003), IV marqués de Cordellas.

1. Casó con Ángeles de Molina y Pérez-Grave. Le sucedió, en 2004, su hija:

- Isabel Pons de Molina (n. en 1949), V marquesa de Cordellas.

1. Casó con Manuel Fresno Escudero.